# 陳誠故居

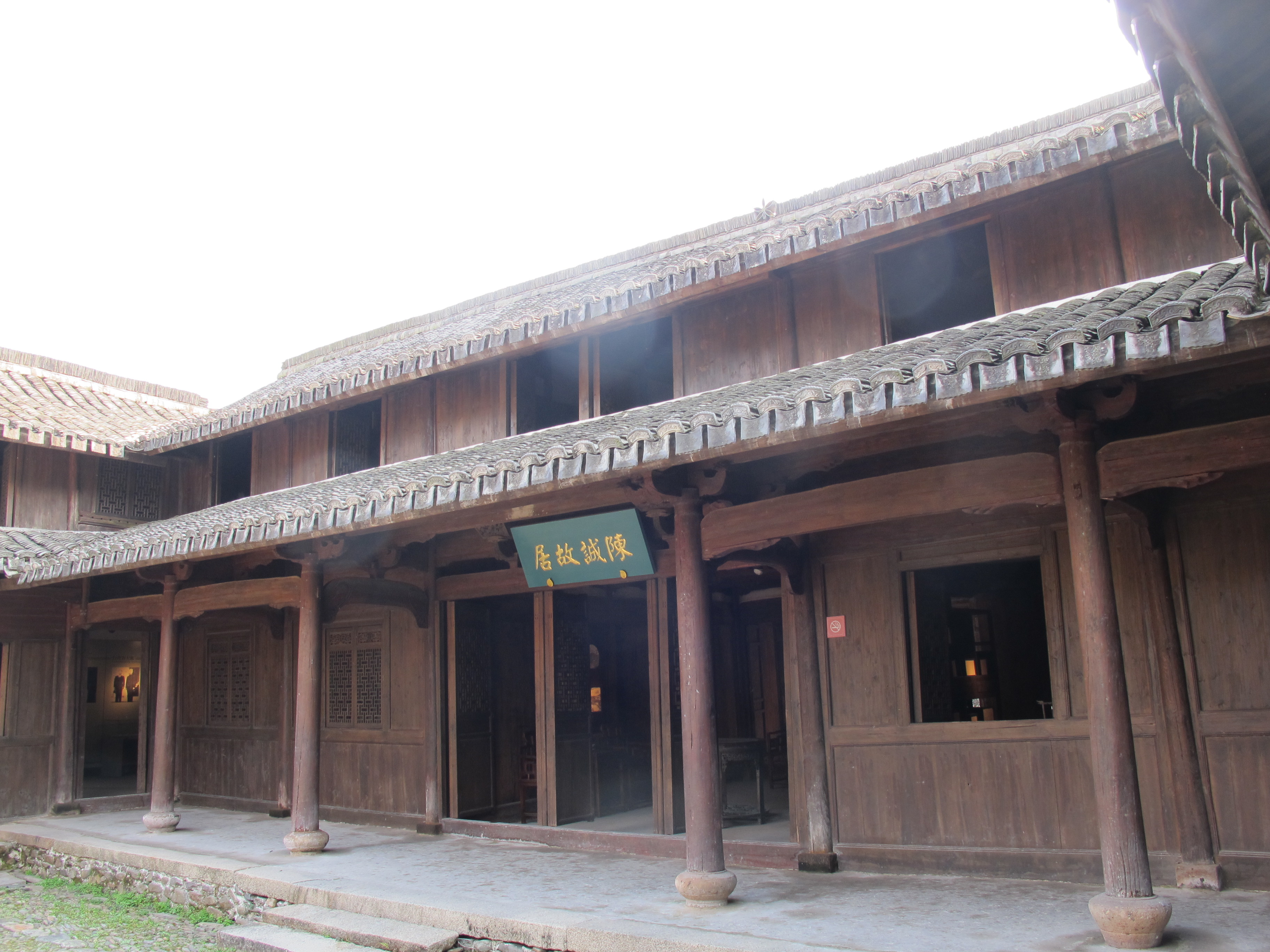
陳誠故居

陳誠故居位於中華人民共和國浙江省麗水市青田縣高市鄉高市村，是中華民國大陸時期政治人物陳誠的故居，俗稱「穎川舊家」。
1999年9月，青田縣政府公布陳誠故居為縣第五批文物保護單位。2011年1月，公布為第六批浙江省文物保護單位，編號6-299。

## 外部連結
- “丽观博古·处州遗存”——陈诚故居 （页面存档备份，存于）